# Pegmatiet

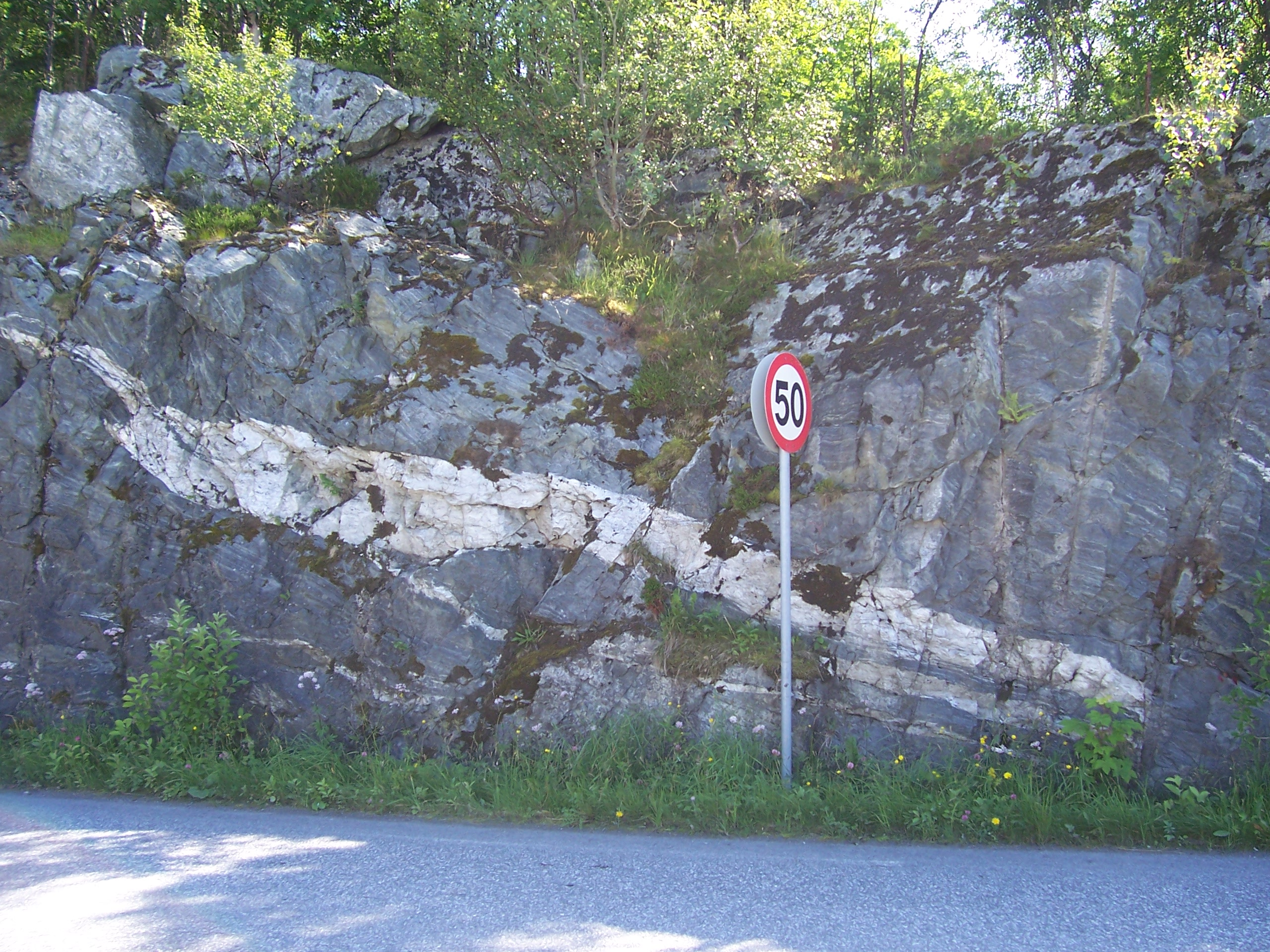
Een klein pegmatietlichaam (wit) in een ontsluiting van donkere amfibolitische gneis. Midsund, Møre og Romsdal, Noorwegen.

Pegmatiet (van Latijn: pegma = "schavot" of "boekenkast") is een stollingsgesteente dat bestaat uit zeer grote (meer dan 2,5 cm) kristallen. Pegmatiet is meestal felsisch (zuur, dat wil zeggen: een hoog SiO2 gehalte) en bestaat grotendeels uit de mineralen kwarts, veldspaat en mica. Pegmatieten met een andere samenstelling (intermediair) zijn zeldzaam, in zulke gesteenten kunnen ook de mineralen amfibool, Ca-rijke plagioklaas of pyroxeen voorkomen.
De textuur van pegmatieten wordt wel "pegmatitisch" genoemd en wordt gekenmerkt door zeer grote, euhedrische kristallen. Er zijn in pegmatieten kristallen tot 10 meter groot gevonden, hoewel dergelijke formaten zeldzaam zijn.

## Eigenschappen
Pegmatiet vormt lichamen als aders, dikes of lenzen, die meestal niet groter dan enkele honderden meters lang en enkele tientallen meters breed worden, maar meestal kleiner zijn. De korrelgrootte verschilt meestal duidelijk door een pegmatietlichaam: in aders bestaan de middelste "blokkige" gedeelten meestal uit grotere kristallen.
De meeste pegmatieten hebben dezelfde mineralogische samenstelling als graniet, alleen dan met grotere kristallen. Er komen echter ook pegmatieten met de samenstelling van syeniet of gabbro voor. Granitische pegmatieten bevatten veldspaten (microklien, orthoklaas en Na-rijke plagioklaas - albiet), kwarts en zowel donkere (biotiet) als witte (muscoviet) mica.
Pegmatiet bevatten vaak relatief zeldzame mineralen als aquamarijn, toermalijn, topaas, fluoriet, apatiet, wolfraam en beryl.

## Ontstaan
Pegmatieten vormen tussen de 6 en 8 km diepte in de aardkorst. De uitzonderlijke grootte van de kristallen betekent dat de kristallisatie waarschijnlijk plaatsvond in aanwezigheid van hydrothermale vloeistoffen, bij hoge temperatuur.
Er zijn twee hypotheses die het ontstaan van pegmatiet verklaren. Pegmatiet zou ten eerste kunnen vormen door het stollen van de laatste (zeer silicarijke) restanten van magma na afloop van kristalfractionatie, die langs breuken of diaklazen in de korst doordringen. Aangezien zulke restmagma's rijk zijn in vluchtige bestanddelen als H2O (water), HCl (zoutzuur) en HF (waterstoffluoride), kan dit de extreme grootte van de kristallen verklaren. Deze hypothese verklaart ook dat pegmatieten vaak relatief zeldzame mineralen bevatten, omdat een restsmelt verrijkt zal zijn in zeldzame incompatibele elementen.
De andere hypothese is dat pegmatiet ontstaat door metasomatisme, rekristallisatie van een protoliet onder invloed van hydrothermale vloeistoffen.

## Industriële toepassing
Omdat pegmatiet zeldzame elementen als lithium, beryllium en tantalium bevat, is het voor de industrie een interessant gesteente om te mijnen. Ook edelstenen worden in pegmatieten gevonden.